# 室内晒黑

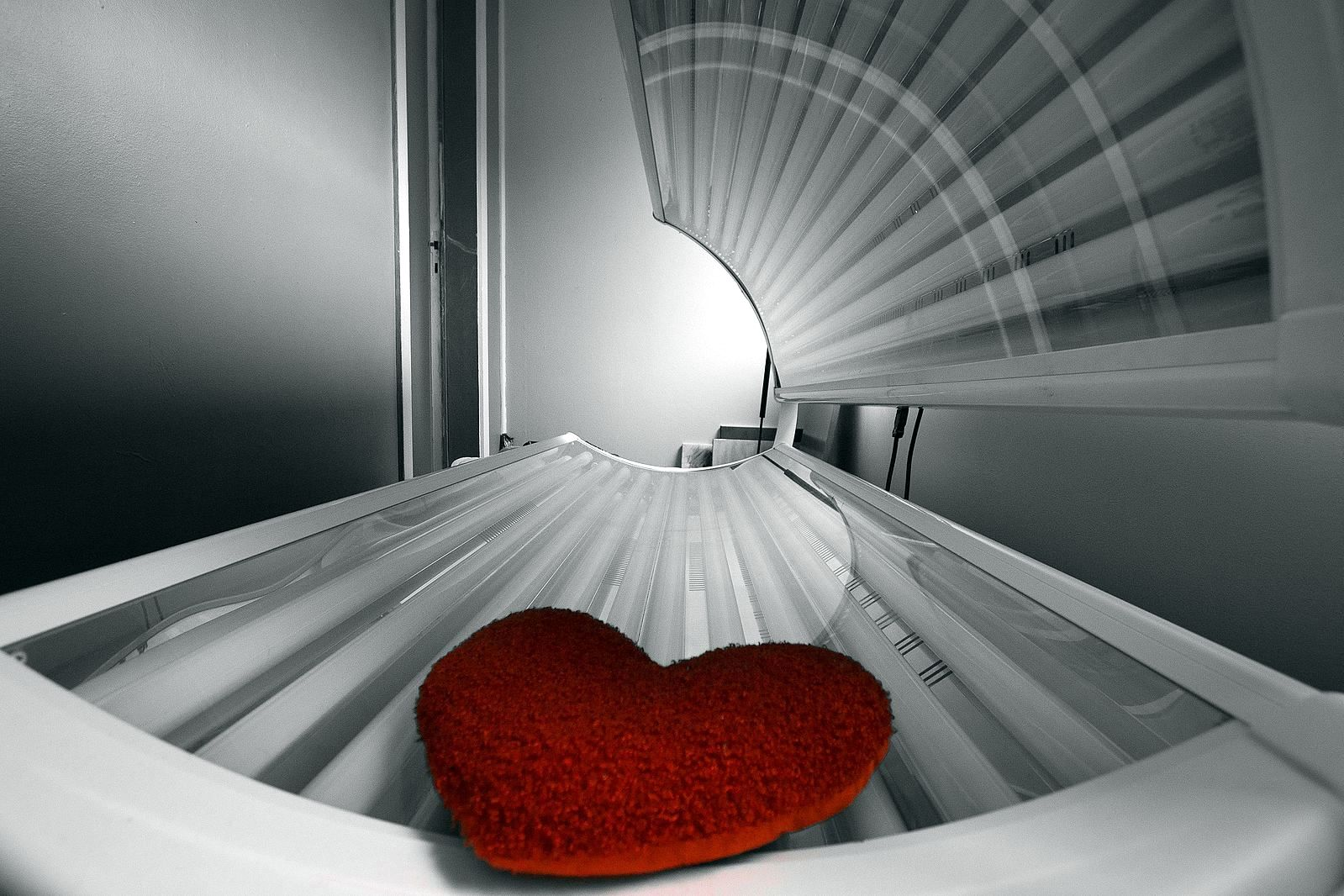
室内晒黑設備

室内晒黑是指人們使用能產生紫外线辐射的设备来讓自己曬黑。最常见的设备是晒黑床，也称为日光浴床，日晒床，太陽床，一種模擬日光浴的器材，可以讓人類肌膚暴露在人工產生的紫外線下，使黑色素產生而讓皮膚變黑的一種裝置。通常該設備出现在美黑沙龙、健身房、水疗中心、酒店和体育设施中，在私人住宅中則较少見。
室内晒黑最早出现在20世纪20年代。20世纪70年代末開始在西方世界，尤其是在斯堪的纳维亚半岛上的白人中流行。而亚洲国家恰恰相反，她們反而追求讓自己的皮肤變得更白，而且两者產業（曬黑、美白）的規模都達到了数十亿美元。大多数日晒床使用者是16-25岁的女性。 
根据2007-2012年的研究，澳大利亚、加拿大、北欧和美国中，其中有18.2%的成年人、45.2%的大学生和22%的青少年在过去一年中曾有過室内晒黑的經歷。截至2010年，美国與室内晒黑行业有關的從業人士達到16万人，每年有1000万至3000万人使用25000个室内曬黑设施。在英国，2009年全國共有5350家日光浴沙龙。从1997年起，一些国家和美国的州禁止18岁以下的人进行室内晒黑。2009年巴西和2015年澳大利亚又完全禁止晒黑床商用。截至2017年1月1日，美国有13个州和一个地区禁止18岁以下的人使用晒黑床，至少有42个州和哥伦比亚特区要求未成年人必須獲得父母同意才能使用曬黑床。
室内晒黑設備主要通過紫外线辐射來讓人變黑，但紫外线有致癌風險，例如會有一定的幾率導致皮膚癌、黑色素瘤。此外紫外線還會造成人體曬傷、產生光毒性反應、造成人體感染、削弱免疫系统和损害眼睛（白内障、雪盲症和眼癌）。仅在美国，日晒设备每年就导致超过3000个人因受傷被送往急诊室。医生有時也會建议使用日晒设备来治疗皮肤病，如銀屑病，但世界卫生组织不建议将日晒设备用于美容目的。世界卫生组织国际癌症研究机构将晒黑设备和来自太阳的紫外线辐射一起列入国际癌症研究机构一类致癌物清单。耶鲁大学公共卫生学院的研究人员在2017年的一篇论文中提出晒黑會上癮並提供了相關证据。